# International Railway of New Brunswick
Die International Railway of New Brunswick war eine Eisenbahngesellschaft in der kanadischen Provinz New Brunswick. Sie wurde am 6. April 1885 zunächst als Restigouche and Victoria Colonization Railway gegründet und wollte eine Strecke von Campbelltown an der Intercolonial Railway bis zum Saint John River bauen. Erst nach der Umgründung in Restigouche and Victoria Railway 1896 und in Restigouche and Western Railway 1897 begann der Bau und Ende Juni 1897 lagen die Gleise bereits von Campbelltown bis Glencoe. Der Weiterbau verzögerte sich jedoch aus finanziellen Gründen. 
1903 erfolgte die Umgründung in International Railway of New Brunswick. Erst 1907 wurde die Finanzierung sichergestellt und die Strecke wurde bis Saint Leonards am Saint John River Anfang 1910 eröffnet. Am 1. August 1914 pachtete die kanadische Regierung die Bahngesellschaft und übertrug die Betriebsführung auf die staatliche Intercolonial Railway, die gleichzeitig in den Canadian Government Railways aufging. Der neue Betreiber baute in St. Leonards 1918 eine Gleisverbindung zur Hauptstrecke der National Transcontinental Railway. Nach der Übernahme durch die Canadian National Railways legte man 1919 den Abschnitt von Campbelltown nach Christopher still und baute eine neue Verbindung zur ehemaligen Intercolonial bei Tide Head. Die gesamte Strecke wurde 1989 stillgelegt und ist abgebaut.